# Lake Central Airlines

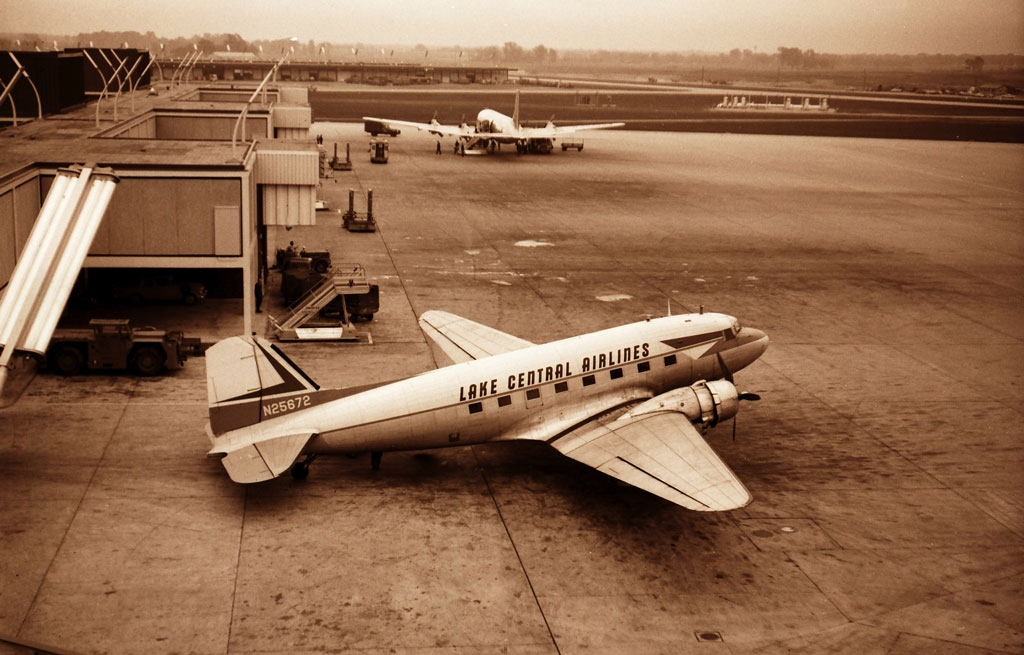
Douglas DC-3, Lake Central Airlines JP7079315

Lake Central Airlines war eine US-amerikanische Fluggesellschaft mit Sitz in Indianapolis und Basis auf dem Indianapolis International Airport.

## Geschichte
Im Jahr 1948 wurde die Turner Airlines gegründet, die ihren Sitz am Flughafen Indianapolis hatte. Im Jahr 1950 benannte sie sich in Lake Central Airlines um und erweiterte ihr Flugstreckennetz von Chicago nach Pittsburgh. Bis August 1953 wurden 21 Flughäfen angeflogen; 1968 waren es 39 Flughäfen.
Im Februar 1955 wurde Lake Central Airlines zur ersten Fluggesellschaft, die in den Besitz ihrer Mitarbeiter kam. Von den Mitarbeitern kauften 65 Prozent insgesamt 97,5 % ihrer außerordentlichen Bestände. Lake Central Airlines plante auch, die Boeing 737-200 zu übernehmen, kam jedoch nie dazu.
Am 1. Juli 1968 fusionierte Lake Central Airlines mit Allegheny Airlines, die später den Hub am Flughafen Indianapolis schloss und die als unzuverlässig erschienenen Nord 262A verkaufte.

## Flotte
- 8 Convair CV-340[2]
- 4 Convair CV-580
- 1 Curtiss C-46 Commando (N1802M)
- 21 Douglas DC-3 C-47
- 3 Douglas C-53 Skytrooper
- 12 Nord 262A

## Zwischenfälle
Von 1950 bis zur Betriebseinstellung 1968 kam es bei Lake Central Airlines zu drei Totalschäden von Flugzeugen. Bei einem davon kamen 38 Menschen ums Leben. Beispiel:
- Am 5. März 1967 stürzte eine Convair CV-580 der Lake Central Airlines (Luftfahrzeugkennzeichen N73130) aus einer Höhe von etwa 3000 Metern 3 Kilometer südöstlich von Marseilles, Ohio (USA) ab. Kurz nach dem Beginn des Sinkflugs hatten sich alle vier Propellerblätter des Triebwerks Nr. 2 (rechts) gelöst, wonach ein Blatt den Flugzeugrumpf aufschlitzte, der dann auseinanderbrach. Der Grund war das Unterlassen des Drehmomentkolben-Nitrierverfahrens während der Propeller-Herstellung und das Versäumnis der Qualitätskontrolle bei der Herstellung, diesen Fehler zu entdecken. Alle 38 Insassen, drei Besatzungsmitglieder und 35 Passagiere, kamen ums Leben (siehe auch Lake-Central-Airlines-Flug 527).[4]